# George Hamilton (Fußballspieler, 1917)
George Hamilton (* 7. Dezember 1917 in Irvine; † 22. Mai 2001 in Aberdeen) war ein schottischer Fußballspieler. Als Halb- und Mittelstürmer war er vor und nach dem Zweiten Weltkrieg für die Zeit beim schottischen Erstligisten FC Aberdeen bekannt und gewann im Jahr 1947 den schottischen Pokal. Darüber hinaus war er Teil des schottischen Kaders der WM-Endrunde 1954 in der Schweiz, kam dort aber in keinem der beiden Gruppenspiele zum Einsatz.

## Sportlicher Werdegang

### Vereinskarriere
Hamilton erlernte das Fußballspielen in seiner Geburtsstadt beim niederklassigen Klub Irvine Meadow, bevor er im Alter von 19 Jahren beim schottischen Erstligisten Queen of the South anheuerte. Dort wurde er in der Saison 1937/38 als ballsicherer, beidfüßiger und torgefährlicher Stürmer sofort Stammspieler und schoss neun Tore in 31 Meisterschaftspartien. Dabei war er ein wichtiger Faktor auf dem Weg zum Klassenerhalt, den sich der Verein erst in den letzten beiden Ligaspielen sicherte. Vor diesen beiden Partien hatten die „Doonhamers“ auf dem vorletzten Abstiegsplatz gelegen und mussten zunächst den direkten Konkurrenten FC Kilmarnock besiegen. Zwei Tore von Hamilton besorgten zur Halbzeit die 2:0-Führung und die Partie endete mit 3:1. Zum Saisonfinale musste jedoch noch ein Sieg her und dies beim hohen Favoriten Glasgow Rangers. Überraschend ging Queen of the South aber mit 3:0 in Führung (wobei ein Torabschluss von Hamilton auf der gegnerischen Torlinie gerettet wurde) und zitterte sich am Ende zum 3:2-Sieg, der den Klassenerhalt sicherte.
Im April 1938 verpflichtete der FC Aberdeen Hamilton für 3.000 Pfund, wobei dieser von Dave Halliday, einem Ex-Spieler von Queen of the South, trainiert wurde. Schnell machte er auch bei seinem neuen Verein von sich reden und führte sich mit 17 Ligatoren in der Spielzeit 1938/39 gut ein. Wie viele Fußballer seiner Generation wurde die Fußballerkarriere durch den Zweiten Weltkrieg empfindlich gestört. Der offizielle Spielbetrieb wurde während der Kampfhandlungen ausgesetzt. Hamilton kehrte in seine Heimat Ayrshire zurück und betätigte sich dort im Regionalfußball. Dazu lief er als Gastspieler für Ayr United und die Rangers zwischen 1940 und 1945 auf. Nach Kriegsende begann Hamiltons beste Phase beim FC Aberdeen. So wie später Gordon Strachan unter Trainer Alex Ferguson war „Gentleman George“ unter Halliday der entscheidende Schlüsselspieler auf dem Weg zu den Erfolgen in der zweiten Hälfte der 1940er-Jahre. Nach dem Sieg im Übergangswettbewerb Southern League Cup 1945/46, in dessen Finale die Rangers mit 3:2 besiegt wurden, gelang im Jahr darauf der Triumph im schottischen Pokal. Im Finale wurde Hibernian Edinburgh mit 2:1 besiegt und Hamilton traf zum zwischenzeitlichen 1:1. Zwei Wochen zuvor hatte Aberdeen auch im Endspiel des Ligapokals gestanden, dort aber deutlich gegen die Rangers mit 0:4 verloren. In der Runde zuvor hatte Hamilton einen Hattrick zum 6:2 gegen Heart of Midlothian beigesteuert. Weiteres Highlight war am 2. Januar 1947 ein 5:1-Auswärtssieg gegen Celtic Glasgow mit Hamilton als vierfachem Torschützen. Etwas überraschend ließ Aberdeen ihn dann im Dezember 1947 zu den „Hearts“ ziehen, wobei der Klub aus der schottischen Hauptstadt neben 8.000 Pfund noch den jüngeren Archie Kelly als Tauschgeschäft für den mittlerweile 30-jährigen Hamilton anbot.
Die Stippvisite bei den „Hearts“ dauerte nur ein halbes Jahr an. Mit seinem ersten Tor beim 1:1 auswärts bei Partick Thistle Ende Januar 1948 wurde eine Serie von zehn Spielen bis Saisonende ohne Niederlage eingeleitet, wobei Hamiltons letzter Treffer das 2:1-Siegtor bei den Rangers war. Ihm gelangen letztlich sieben Tore in 15 Pflichtspielen. Da er sich aber in der neuen Umgebung nur schwer zurecht fand, kehrte er für 12.000 Pfund nach Aberdeen zurück. Dort war er in den folgenden fünf Jahren bis Mitte 1953 weiter Leistungsträger in der Offensive und sammelte in jeder Saison eine zweistellige Anzahl von Pflichtspieltoren an. Einen besonderen Stellenwert besaß für ihn im März 1950 das Viertelfinal-Duell gegen den Ex-Klub Queen of the South im schottischen Pokal. Hier führte der von Hamilton angeführte FC Aberdeen schnell in den ersten 15 Minuten mit 3:0, das Queen of the South noch in ein 3:3 umwandelte. Das anschließende Wiederholungsspiel ging in Pittodrie für Aberdeen mit 1:2 verloren, womit Queen of the South erstmals in der Vereinsgeschichte das Pokal-Halbfinale erreichte. Hamilton stand danach in den Jahren 1953 und 1954 zwei weitere Male im Pokalendspiel, verlor dort aber jeweils gegen die Rangers (0:1) und Celtic (1:2). Im folgenden Jahr fiel Hamilton der Verjüngungskur in Aberdeens Mannschaft, die immer noch von Halliday trainiert wurde, zum Opfer. Dadurch steuerte er nur vier Ligaspiele (und zwei Tore) auf dem Weg zur schottischen Meisterschaft bei. Anschließend wechselte er im Jahr 1955 zum „Namensvetter-Verein“ und Zweitligisten Hamilton Academical.
Nur wenige Monate nach seinem 38. Geburtstag beendete er nach elf Zweitligaspielen zwei -toren für die „Accies“ die aktive Laufbahn.

### Schottische Nationalmannschaft
Hamilton war bereits kurz nach Ende des Zweiten Weltkriegs in zwei Partien einer schottischen Auswahl im Rahmen von „Victory Internationals“ berücksichtigt worden, die jedoch nicht als offizielle Länderspiele anerkannt wurden. Sein offizielles Debüt für die schottische Nationalmannschaft gab er am 27. November 1946 gegen Nordirland. Die Partie endete torlos und es sollte knapp viereinhalb Jahre dauern, bis er zu seinem zweiten Einsatz kam. Dieser verlief spektakulär, als er beim 5:0-Auswärtssieg am 20. Mai 1951 gegen Belgien einen Hattrick erzielte – nur Alec Cheyne hatte vorher als Aberdeen-Spieler drei Tore in einem schottischen Länderspiel geschossen. Nur eine Woche später folgte Hamiltons drittes Länderspiel auswärts gegen Österreich, das mit einem desaströsen 0:4 endete.
Wieder dauerte es knapp drei Jahre, bevor Hamilton als mittlerweile 36-jähriger Routinier wieder in den Fokus der schottischen Auswahl im Vorfeld der WM-Endrunde 1954 in der Schweiz geriet. Hier bestritt er zwei Vorbereitungsspiele gegen Norwegen im Mai 1954, wobei er den einzigen Treffer im ersten Duell erzielte. Hamilton wurde dann für den 22-Mann-Kader für das Turnier in der Schweiz nominiert. Zu den Spielen reiste jedoch nur ein Kontingent von 13 Spielern an, während der Rest „auf Abruf“ in der Heimat blieb. Zusätzlich erschwerend war, dass die Rangers und die Hearts keine Akteure für das Turnier abstellten und stattdessen lukrativere Gastspiel-Reisen organisierten. Hamilton zählte zunächst zu den neun Spielern „in Wartestellung“, bevor er nach der Verletzung des rechten Halbstürmers Bobby Johnstone nachrückte. Trotz zahlreicher organisatorischer Widrigkeiten hielt sich die schottische Auswahl im ersten Gruppenspiel gegen Österreich noch wacker und verlor nur knapp mit 0:1, bevor das Duell gegen den amtierenden Weltmeister Uruguay schmachvoll mit 0:7 und dem vorzeitigen Turnieraus endete. Hamilton blieb in beiden Partien, wie der andere „Vor-Ort-Reservespieler“ Bobby Evans, ohne Einsatz. Er beendete damit nach fünf Länderspielen und vier Toren seine Karriere für die „Bravehearts“.

### Nach der aktiven Laufbahn
Im Anschluss an die eigene aktive Karriere schloss sich Hamilton dem Trainerstab des FC Aberdeen an. Er verstarb im Alter von 83 Jahren im Mai 2001 in einem Aberdeener Pflegeheim.

## Titel/Auszeichnungen
- Schottischer Pokal (1): Scottish FA Cup 1946/47
- Southern League Cup (1): 1945/46